# Minsen
Minsen ist ein Ortsteil der Flächengemeinde Wangerland im Landkreis Friesland in Niedersachsen mit etwa 300 Einwohnern. Dem nur wenige hundert Meter von der Nordsee entfernten Küstenbadeort sind die Inseln Wangerooge und Minsener Oog vorgelagert. Aufgrund des Strandbetriebes in den nahegelegenen Erholungsorten Horumersiel-Schillig und Hooksiel wird Minsen von einem sanften Tourismus geprägt.

## Geographie

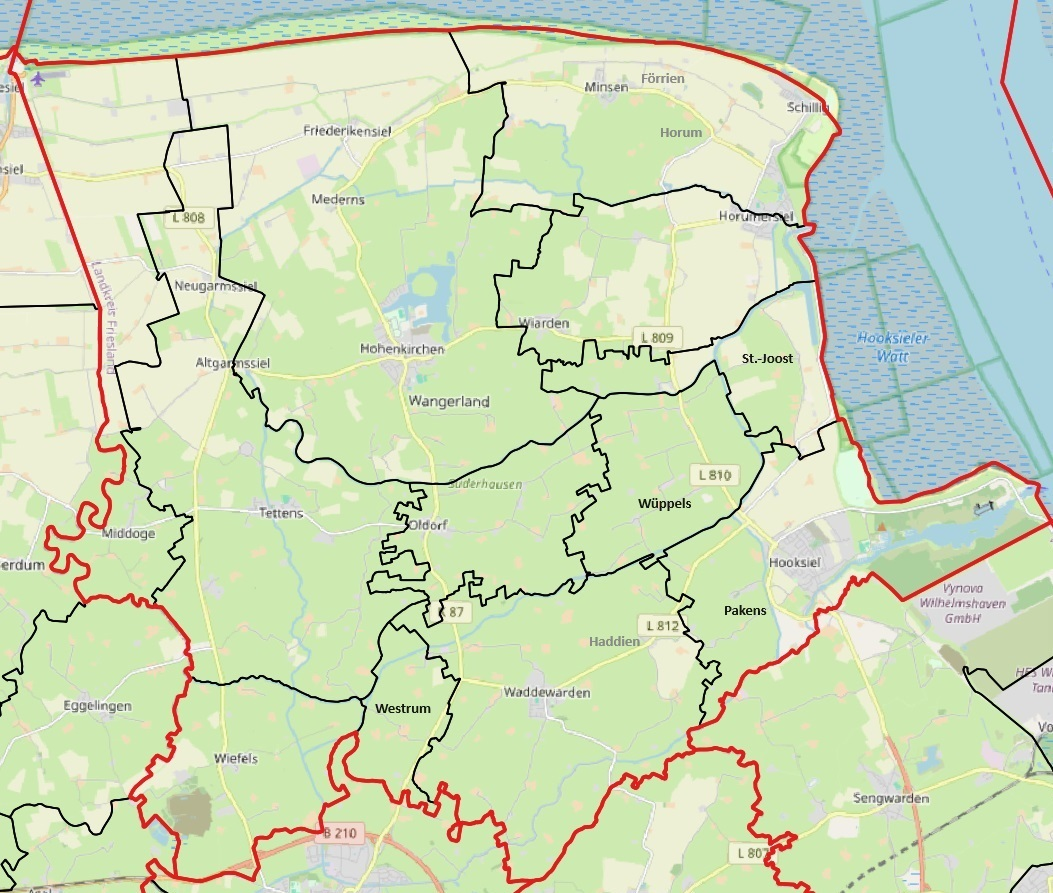
Die ehemalige Gemeinde (Gemarkung) Minsen im Nordosten der Gemeinde Wangerland, mit den Ortschaften Minsen, Förrien, Horum und Schillig

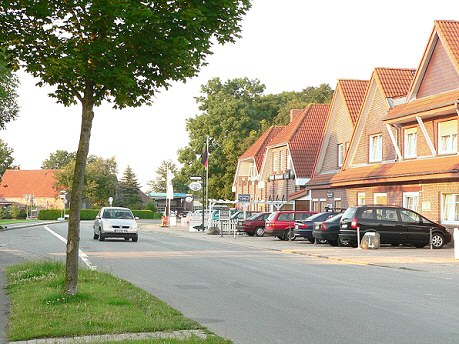
Hauptstraße in Minsen, die Küstenroute Störtebekerstraße

Minsen liegt in der nordöstlichen Ecke der ostfriesischen Halbinsel. Das auf einer Warf erhöht gelegene Ortszentrum befindet sich einen Kilometer südlich des heutigen Seedeichs der Nordsee. Der Ort ist eingebettet in die küstentypische Marschlandschaft. Unmittelbar angrenzend liegt der kleinere Ort Förrien, ebenfalls auf einer Warf. Des Weiteren zählen zu Minsen einige Streusiedlungen (Norderaltendeich, Diekhausen, Küstersmatt) und Einzelgehöfte, z. B. der Minser Hammrich, der nahe bei Förrien liegt. Der Sitz der Gemeindeverwaltung von Wangerland in Hohenkirchen ist sechs Kilometer südwestlich entfernt. Weitere größere Nachbarorte sind das fünf Kilometer westlich gelegene Nordseeheilbad Horumersiel-Schillig und der neun Kilometer entfernt liegende Küstenbadeort Hooksiel. Sie gehören ebenfalls zur Großgemeinde Wangerland.
Die Küstenregion bei Minsen ist Teil des Nationalpark Niedersächsisches Wattenmeer. Hinter dem Nordsee-Deich zum Wattenmeer hin befinden sich Salzwiesen des Elisabeth-Außengrodens. Die bis zu 500 Meter breiten und insgesamt acht Quadratkilometer großen Salzwiesen gehören zu den größten Salzwiesengebiete im niedersächsischen Wattenmeer. Sie sind auch bei Minsen der Schutzzone I zugehörig und dürfen nicht betreten werden. Nördlich von Minsen führt jedoch bei Küstersmatt, wo regelmäßige Führungen zu den Salzwiesen stattfinden, ein ausgeschilderter Pfad zum Meer. Dahinter beginnt das Wattgebiet Neues Wanger Watt. Vom Deich aus sind die Inseln Wangerooge und Minsener Oog in Sichtweite.

## Deichbau

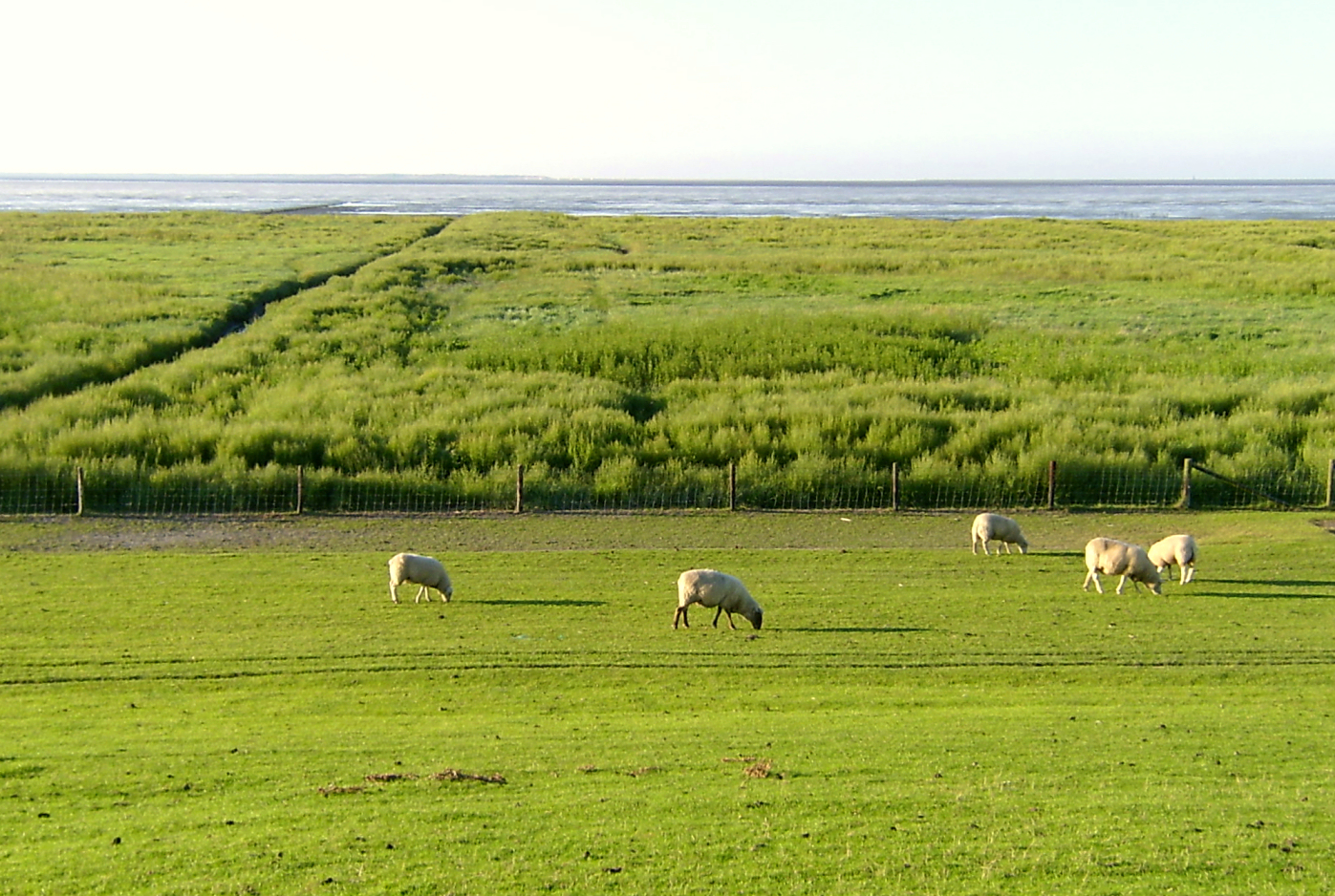
Salzwiesen bei Minsen, vom Deich aus gesehen

Der erste nachweisbare Deich der Region ist der Norderalten-Deich 500 Meter nördlich vom Minsener Ortszentrum. Er wird auf das 12. Jahrhundert datiert. Heute noch erkennbar ist eine Erhebung, an der eine gleichnamige Straße verläuft. Nach Osten zur Innenjade hin verläuft der ähnlich alte Osteralten-Deich. Durch ihre nahe Lage zur Nordsee war die Siedlung in ihrer Geschichte naturgemäß oft Sturmfluten (1164, 1362, 1717, 1825) ausgesetzt. Bei Deichbrüchen verhinderte aber die erhöhte Lage auf einer etwa sechs Meter hohen Warf meist Schaden an Leib und Eigentum. Bei der Weihnachtsflut von 1717 gab es im Bereich des Kirchspiels Minsen unter den etwa 1.000 Bewohnern 255 Todesopfer. Während der norddeutschen Sturmflutkatastrophe von 1962 kam es nur zu Orkanschäden im Dorf. Heute schützt ein rund acht Meter hoher Deich die Küstenregion. Bei Minsen gibt es eine Deichschäferei, deren etwa 800 Schafe auf dem Deich grasen und ihn durch ihren Tritt festigen.

## Geschichte
Minsen soll aus einer Sippensiedlung entstanden sein, die ursprünglich Minsingen hieß. Die erste Worthälfte leitet sich aus dem Namen des Dorfgründers Mins ab, der heute noch ein gebräuchlicher Vorname ist. Die zweite Worthälfte -ing steht für Gefolgschaft und wurde regelmäßig an den Namen des Gründers angehängt.

### Entstehung
Das Dorf gehört zur frühgeschichtlich besiedelten Reihe von Warfen zwischen der verlandeten Harlebucht bis zur Innenjade. Die Ansiedlung soll schon im Jahre 500 als Flachsiedlung bestanden haben und im Mittelalter zur heutigen, hügelförmigen Warf aufgehöht worden sein. Bereits im 12. Jahrhundert schützte der Norderalten-Deich den Ort vor der Nordsee. 1317 wurde der Ort erstmals urkundlich als Minnenze erwähnt.
Der alte Dorfkern liegt auf einer Rundwarf mit einem Durchmesser von etwa 220 Metern und einer Höhe von sechs Metern. Darauf sind die Häuser kreisförmig angeordnet. Mittig liegt eine weitere künstliche Erhöhung mit einem Durchmesser von etwa 60 Metern und zwei Metern Höhe. Dies ist die Kirchwarf, auf der sich Kirche und Friedhof befinden. Auf dieser mit acht Meter höchsten Stelle über dem umgebenden Land suchten die Bewohner Schutz vor Deichbrüchen bei Sturmfluten und in Kriegszeiten.

### Von 1800 bis heute

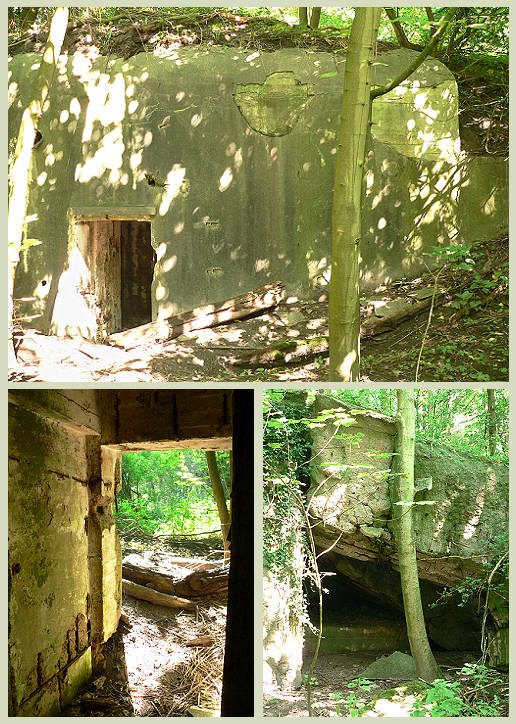
Bunker im heutigen Naturschutzgebiet Wiesenbatterie Schillig mit 1,5 m starken Betondecken

Das Dorf Minsen war über Jahrhunderte eine selbstständige Gemeinde. Mit seinem stattlichen Gotteshaus, einem einschiffigen Granitquaderbau aus dem Anfang des 13. Jahrhunderts, war es Kirchspielort für die umliegenden Siedlungen. 1828 bestand Minsen aus 22 Häusern, deren Bewohner Landarbeiter und Landwirte waren. Als die wirtschaftliche Situation sich verschlechterte, wanderten um 1880 aus der Minsener Gegend rund 100 Personen nach Amerika aus. Erst als Wilhelmshaven Ende des 19. Jahrhunderts Hafen der deutschen Kriegsmarine wurde, gab es wieder Arbeit. Nach einer verheerenden Flut im Jahr 1855 gehörte die Insel Wangerooge bis 1885 zu Minsen. Bis zum Zweiten Weltkrieg hatte der Ort durchschnittlich 140 Einwohner und 30 Bauerngehöfte. Die Gemeinde Minsen umfasste allerdings auch noch die Bauerschaften Nauens, Osterende, Pakens östlicher und westlicher Teil, St. Jooster Binnen- und Grodendistrikt, Tain, Waddewarden, Wassens, Westerende, Wiarder Binnen- und Grodendistrikt und Wüppels, sodass die Gesamteinwohnerzahl der Gemeinde 1933 3.477 betrug. Nach dem Zweiten Weltkrieg stieg die Einwohnerzahl durch Zuzüge von Heimatvertriebenen leicht an. Für stärkeren Zuzug sorgten kleinere Neubaugebiete in den 1950er- und 1960er-Jahren. Die einst selbstständige Gemeinde Minsen gehört seit dem 1. Februar 1971 zur Flächengemeinde Wangerland. Damit wurde die Region nördlich von Jever, die bereits seit Jahrhunderten den Namen Wangerland trug, zu einer Großgemeinde zusammengefasst. Dieser Bereich der ostfriesischen Halbinsel war, ebenso wie die Insel Wangerooge, jedoch nie Teil von Ostfriesland, sondern gehörte stets zum Oldenburger Friesland.

### Militärische Vergangenheit in den Weltkriegen
Bereits vor dem Ersten Weltkrieg ließ die Kaiserliche Marine wegen der nahe am Land vorbeiführenden Fahrrinne der Jade zum Reichskriegshafen Wilhelmshaven östlich von Schillig Küstenforts der Marineartillerie errichten. Dies waren zwischen Minsen und Schillig die wegen ihrer Lage so bezeichnete Wiesenbatterie und die Deichbatterie. Beide Forts hatten Ausmaße von etwa 100 × 500 Metern mit Kasematten, Bunker und einem schützenden Wassergraben. Ihre Artillerie-Stellungen sollten in die Jade eindringende feindliche Seeziele (Schiffe) bekämpfen. Nach dem Ersten Weltkrieg mussten die beiden militärischen Anlagen demilitarisiert werden, wurden aber im Rahmen der deutschen Wiederaufrüstung ab 1935 wiederhergestellt. Dabei wurden sie mit zwei weiteren Kanonenstellungen in Schillig (Wattbatterie) und in Horumersiel (Sielbatterie) Teil des militärischen Küstenschutzes. Zum Einsatz kamen die weitreichenden Geschütze nur in den letzten Kriegstagen des Zweiten Weltkriegs, als sie zur Feindbekämpfung landeinwärts schossen. Selbst wurden sie weder von See noch aus der Luft angegriffen, nach dem Krieg jedoch gesprengt. Die Stellungen beherbergten auch Flakgeschütze gegen anfliegende alliierte Bomberverbände. Sie gehörten gemeinsam mit den umfangreichen militärischen Anlagen auf der vorgelagerten Insel Wangerooge zu einem Ring von Flakstellungen rund um den Reichskriegshafen Wilhelmshaven.
In Minsen selbst errichteten belgische Kriegsgefangene 1944 direkt neben der Kirche einen Lazarettbunker, der sich heute in einem Gebüsch verbirgt. Eine Sprengung im Jahr 1949 misslang, da wegen der Nähe zur Kirche nicht genügend Sprengstoff zum Einsatz kommen konnte.

## Wappen

Das Seewiefken im Wangerländer Gemeindewappen

### Beschreibung
Das 1952 für die Gemeinde Minsen vom Präsidenten des Niedersächsischen Verwaltungsbezirks Oldenburg genehmigte Wappen wurde 1972 im Zuge der Niedersächsischen Verwaltungs- und Gebietsreform von der neuen Großgemeinde Wangerland als Gemeindewappen übernommen. Das Wappenbild zeigt auf blauem Grund eine Nixe, das Seewiefken (friesische Koseform von Seewief für Seeweib). Ihr Oberkörper ist unbekleidet und das blonde Haar ist zu einem Zopf geflochten. Die rechte Hand hält sie mit drohendem Zeigefinger hoch. Der silberne, schuppenbedeckte Unterkörper endet als Schwanzflosse.

### Sage

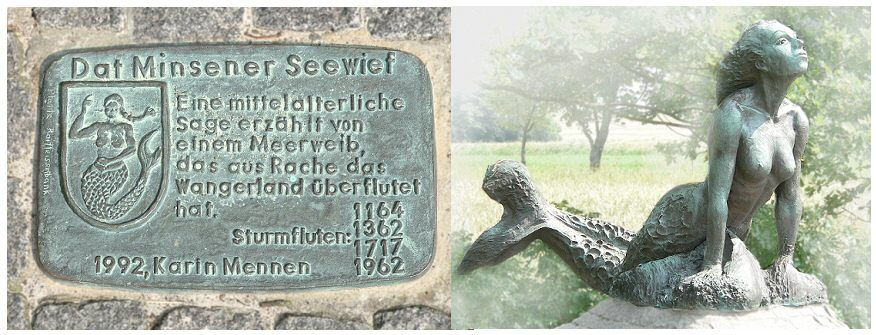
Dat Minsener Seewief (Seeweib), links Bodentafel dazu

Die Wappenfigur beruht auf einer alten Sage, die im 16. Jahrhundert aufgeschrieben wurde. Die Sage erzählt, dass das heutige Minsen dereinst näher am Meer gelegen habe. Die Stelle (eine Sandbank, die bei Ebbe sichtbar wird) heißt heute Minsener Olloog, weil dort vorgeblich das alte Kirchspiel (fries. eben Ol'Loog) lag. Die Geschichte erzählt, wie Fischer dereinst eine Nixe (fries. Seewiefken) in ihren Netzen fingen. Sie brachten die Nixe an Land und plagten sie sehr, weil das Gerücht umging, dass Seemenschen die Geheimnisse um allerlei Allheilmittel wüssten. Doch das Seeweibchen sagte nur: „Kölln oder Dill, ick segg jo nich, wo’t got faer is, un wenn ji mich ok fillt!“ Irgendwann wusste es den Händen ihrer Peiniger zu entwischen. Es eilte flugs dem Wasser zu, dort kehrte es noch einmal um und spritzte mit den Händen etwas Meerwasser über den Deich. Anschließend tauchte es unter und verschwand. Am nächsten Tag, als die Bewohner in der Kirche waren, erhob sich ein schwerer Sturm, die Flut türmte sich auf, durchbrach den Deich und riss das gesamte Dorf mitsamt seinen Gärten und Feldern in die Tiefe hinab. Seither existiere in der Gegend die alte Redewendung: „Das geht aus wie das Beten von Minsen“.
Dieser Erzählung ist eine Bronzeskulptur gewidmet, die im Ortsteil Norderaltendeich in Deichnähe aufgestellt ist. Die Bildhauerin und Malerin Karin Mennen aus dem benachbarten Horum schuf 1992 die überlebensgroße Figur einer Nixe.

## Wirtschaft
In früheren Zeiten war der Ort aufgrund des fruchtbaren Kleibodens der Seemarsch stark landwirtschaftlich geprägt. Der wirtschaftliche Aufschwung kam jedoch erst nach dem Zweiten Weltkrieg durch den Fremdenverkehr. Heute ist der Tourismus der bedeutendste Wirtschaftszweig. Förderlich ist vor allem der Strandbetrieb in den benachbarten Kur- und Ferienorten Horumersiel-Schillig und Hooksiel. Feriengästen steht in Minsen ein breites Angebot an Ferienwohnungen, -häusern sowie Gäste- und Hotelzimmern zur Verfügung. Ab 1980 verlor der Ort innerhalb von 20 Jahren sämtliche Infrastruktureinrichtungen wie Einkaufsmöglichkeiten, Post, Bank, Schmiede und die Tankstelle. Geblieben sind nur eine Gaststätte und die Kirche. Der Ort gewann allerdings im Jahr 2000 mit dem Nationalparkhaus Wangerland eine zentrale Gemeindeeinrichtung, die über den Nationalpark Niedersächsisches Wattenmeer und die Windenergienutzung im Wangerland informiert.

## Verkehr
Minsen, in der nordöstlichen Ecke des Jeverlandes, lag in früheren Jahrhunderten sehr abgelegen, da es keine ausgebaute Straße nach Minsen gab. Im Herbst war der Ort kaum zu erreichen, da die vom Regen aufgeweichten Wege grundlos wurden. Die Straße nach Hohenkirchen entstand 1887 in Form einer Chaussee. Als Hauptverbindung führt heute die Kreisstraße 87 in Ost-West-Richtung durch die Siedlung. Seit 1964 ist die Straße Teil der Störtebekerstraße, einer ostfriesischen Küstenroute zur Förderung des Fremdenverkehrs.
Minsen ist zudem durch die Buslinie 212 der Weser-Ems Bus mit Jever und Horumersiel verbunden. In den Sommer- und Herbstferien verkehrt zusätzlich eine Urlauberbuslinie 227, welche über einen teils anderen Linienweg nach Jever fährt. Viele Fahrten der Linie 212, besonders in den Schulferien und am Wochenende, verkehren jedoch nur auf Voranmeldung. Minsen liegt im Tarifgebiet des Verkehrsverbundes Ems-Jade.

## Kultur und Sehenswürdigkeiten

### Bauwerke

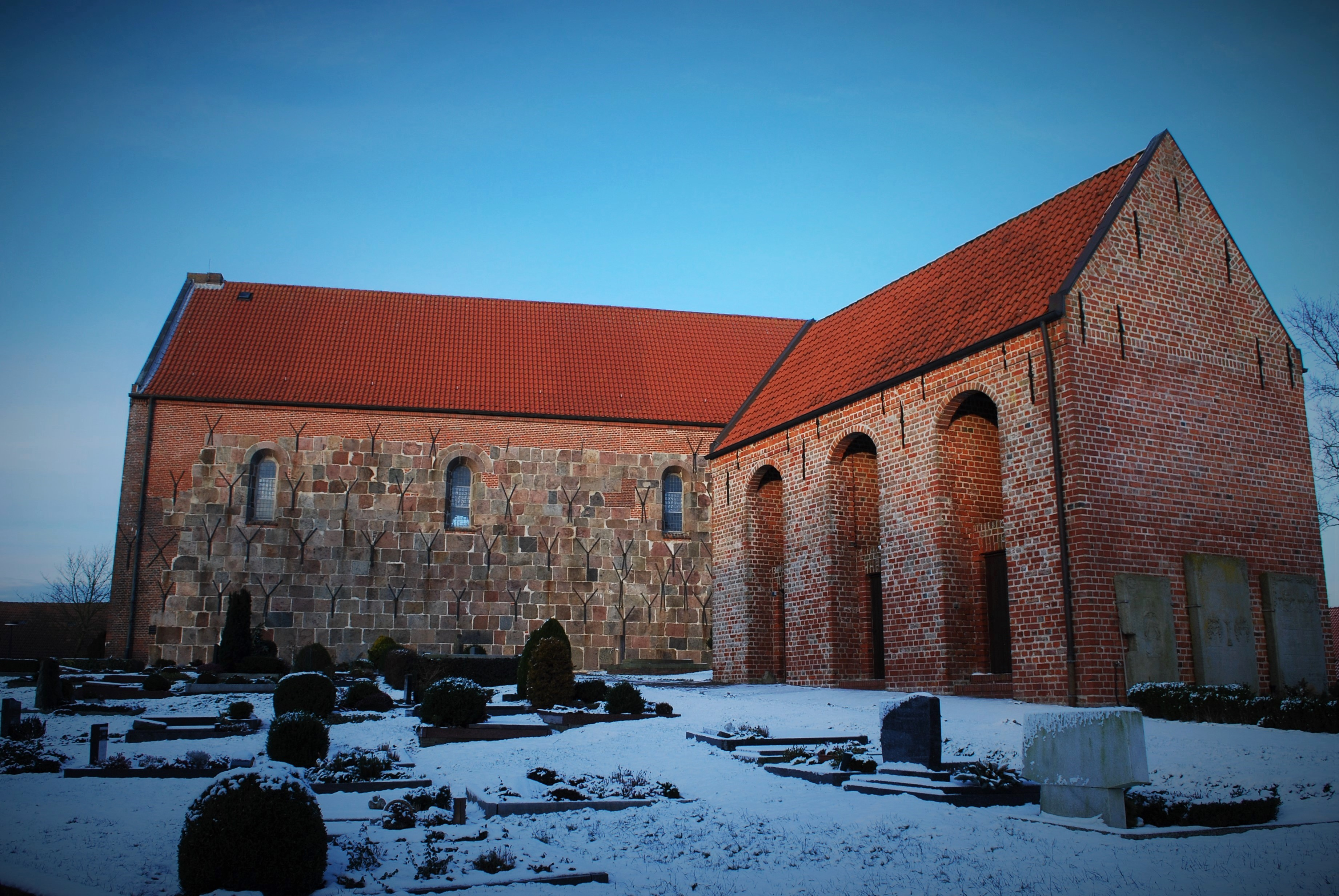
Die Minsener Kirche heute, rechts der Glockenturm

Die ev.-luth. St.-Severinus-und-Jacobus-Kirche ist die nördlichste Kirche des Wangerlandes und der gesamten ostfriesischen Halbinsel. Die Vorläuferkirche soll der Sage nach auf den Erzbischof Aldag von Bremen (953–988) zurückgehen. Die jetzige Kirche ist eine romanische Saalkirche aus der Zeit um 1250. Mit den Ausmaßen von 12 × 33 Metern und einer Höhe von zehn Metern bis zur Dachtraufe handelt es sich um ein beeindruckendes Gotteshaus. Die bis zu 1,5 Meter starken Mauern bestehen außen aus Granitblöcken. Die Innenwand ist aus Ziegelsteinen (die sich im Jeverland bereits im 13. Jahrhundert durchsetzten) aufgebaut. In unmittelbarer Nähe zur Nordsee (1.000 Meter) gelegen, beschädigten Stürme oft das Kirchendach sowie die Fassade und ließen Feuchtigkeit eindringen. Wie bei zahlreichen Kirchen in Friesland und benachbarten Küstengebieten sind die Kirchenglocken wegen des unsicheren Baugrundes in einem separaten Glockenturm aus rotem Backstein untergebracht.

### Nationalparkhaus Wangerland

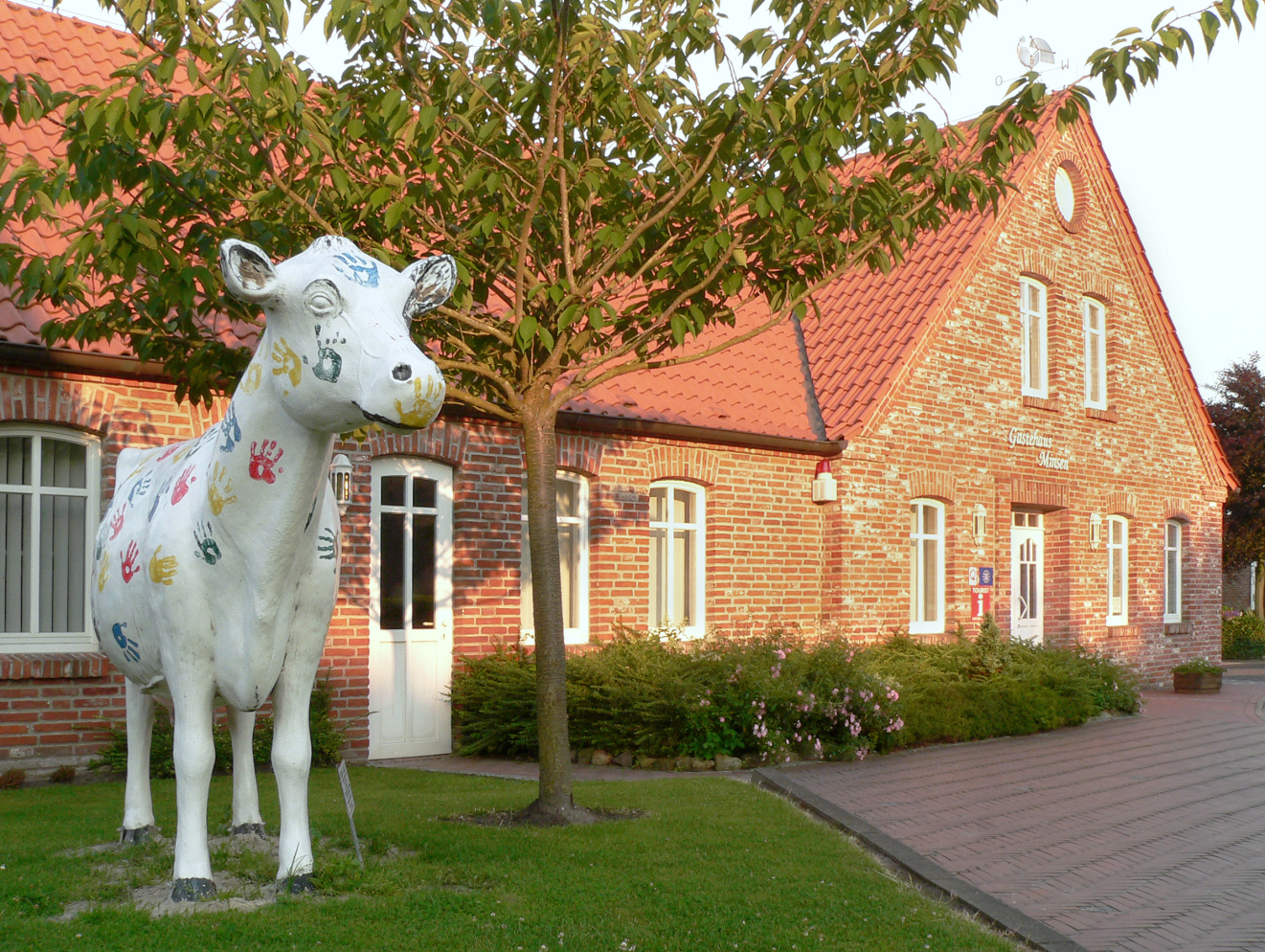
Informationszentrum Nationalpark-Haus Wangerland

In Minsen befindet sich das Nationalpark-Haus Wangerland. Das 2001 als Nordseehaus Wangerland eröffnete Infozentrum wurde am 22. Juni 2012 offiziell zum Nationalparkhaus ernannt. Das Haus beherbergt eine Ausstellung zum Nationalpark und Weltnaturerbe Wattenmeer sowie Informationen zur Windenergienutzung an der Nordseeküste. Mittelpunkt der Ausstellung ist eine rund 7.000 Liter Meerwasser fassende Aquariumanlage mit heimischen Fischen und Krebstieren der Nordsee. Weiterhin gehören Dioramen mit den hier typischen Landschaftsformen Salzwiese, Sandbank und Watt zur Ausstellung.
Die gegenüber der Dorfkirche gelegene Einrichtung erfüllt außerdem die Funktion einer Touristeninformation und dient als Veranstaltungszentrum für Diavorträge, Foto- und Gemäldeausstellungen und Musikveranstaltungen. Das Nationalpark-Haus wird gemeinsam von der Wangerland Touristik GmbH, der Gemeinde Wangerland, der Windpark-Bassens-Verwaltungs-GmbH und der Wissenschaftlichen Arbeitsgemeinschaft für Natur- und Umweltschutz e. V. in Jever betrieben. Die Arbeitsgemeinschaft ist für die wissenschaftliche und fachliche Begleitung verantwortlich. Das Gebäude gehört der Wangerland Touristik.

### Vereine
- Bürgerverein
- Fremdenverkehrsverein
- Klönsnackrunde
- Gymnastikriege
- Boßelverein Wiet genoog
- Fastnachtsclub FFC

### Freizeitaktivitäten
- Radfahren auf überregionalem Radwegeverbund
- Nordic-Walking auf regionalem Streckennetz
- Salzwiesenführungen
- Veranstaltungen im Nationalparkhaus Wangerland

## Persönlichkeiten
- Andreas Luiken (* 1925 in Minsen; † 2012 in Jever) war ein niedersächsischer Kommunal- und Landespolitiker (CDU).